# Tetrathyridium
Als Tetrathyridium bezeichnet man das dritte, infektiöse Larvenstadium bei Bandwürmern der Familie Mesocestoididae. Es handelt sich um eine wurmähnliche, länglich-abgeplattete Larve mit eingestülptem, vier Saugnäpfe tragenden Scolex, welche sich aus dem Zystozerkoid entwickelt. Sie erreichen eine Länge zwischen 2 und 70 mm. Tetrathyridien befallen die serösen Höhlen des Zwischenwirts und können hier schwere Entzündungen hervorrufen. Sie vermehren sich immer weiter ungeschlechtlich durch Teilung. Dabei können sie schließlich die gesamte Körperhöhle ausfüllen. Das durch sie ausgelöste Krankheitsbild wird auch als Tetrathyridiose bezeichnet.